# 巴姆博利姆
巴姆博利姆（Bambolim），是印度果阿邦North Goa县的一个城镇。总人口5319（2001年）。

## 人口
该地2001年总人口5319人，其中男性3413人，女性1906人；0—6岁人口513人，其中男234人，女279人；识字率81.88%，其中男性为88.51%，女性为69.99%。